# Daniel Clark
Daniel Clark, född 24 oktober 1809 i Stratham, New Hampshire, död 2 januari 1891 i Manchester, New Hampshire, var en amerikansk republikansk politiker och jurist. Han representerade delstaten New Hampshire i USA:s senat 1857-1866. Han var tillförordnad talman i senaten, president pro tempore of the United States Senate, 1864-1865.
Clark utexaminerades 1834 från Dartmouth College. Han studerade sedan juridik och inledde 1837 sin karriär som advokat i Epping, New Hampshire. Han flyttade 1839 till Manchester, New Hampshire.
Senator James Bell avled 1857 i ämbetet och efterträddes av Clark. Han avgick 1866 för att tillträda en befattning i en federal domstol. Clark arbetade sedan som domare fram till sin död. Han gravsattes på Valley Cemetery i Manchester.